# Westwallmuseum Wiltingen

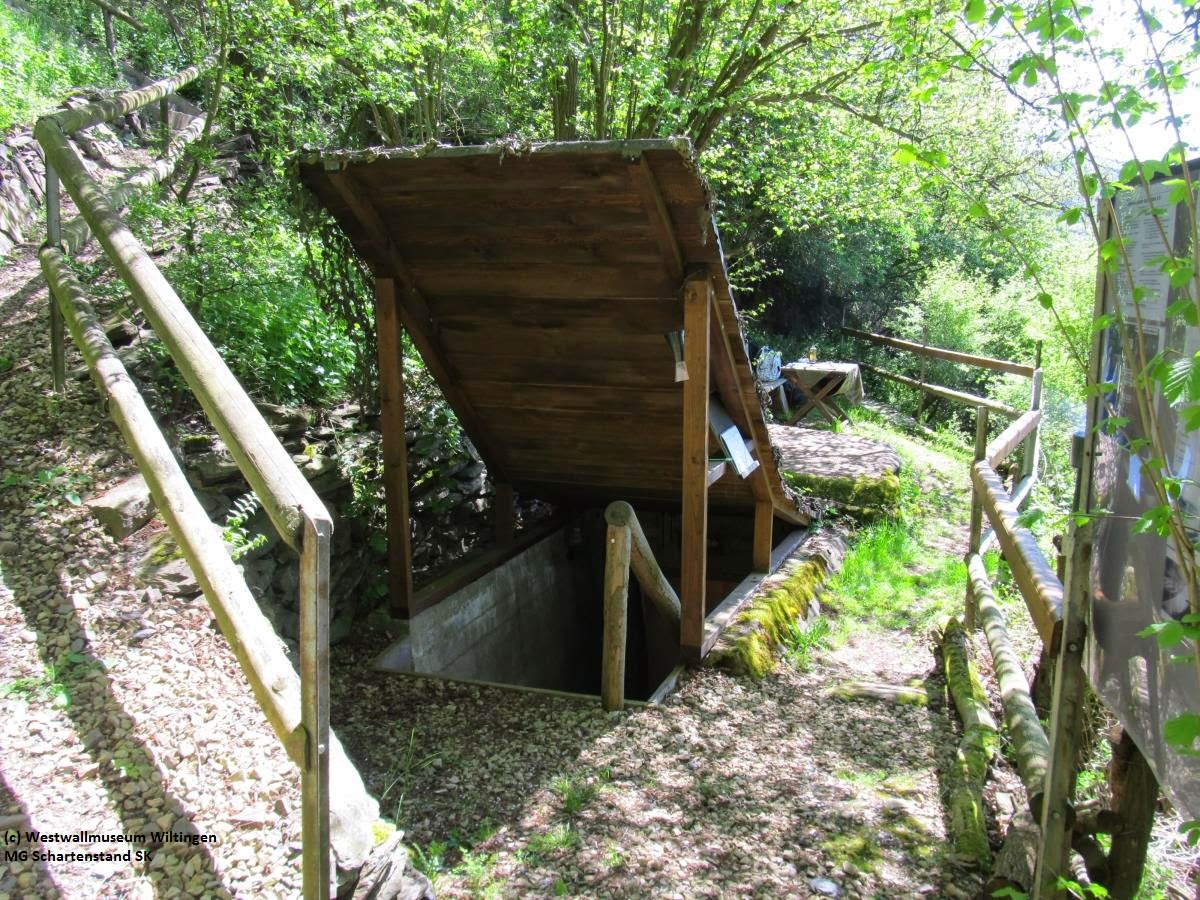
Westwallmuseum Wiltingen, MG-Schartenstand SK

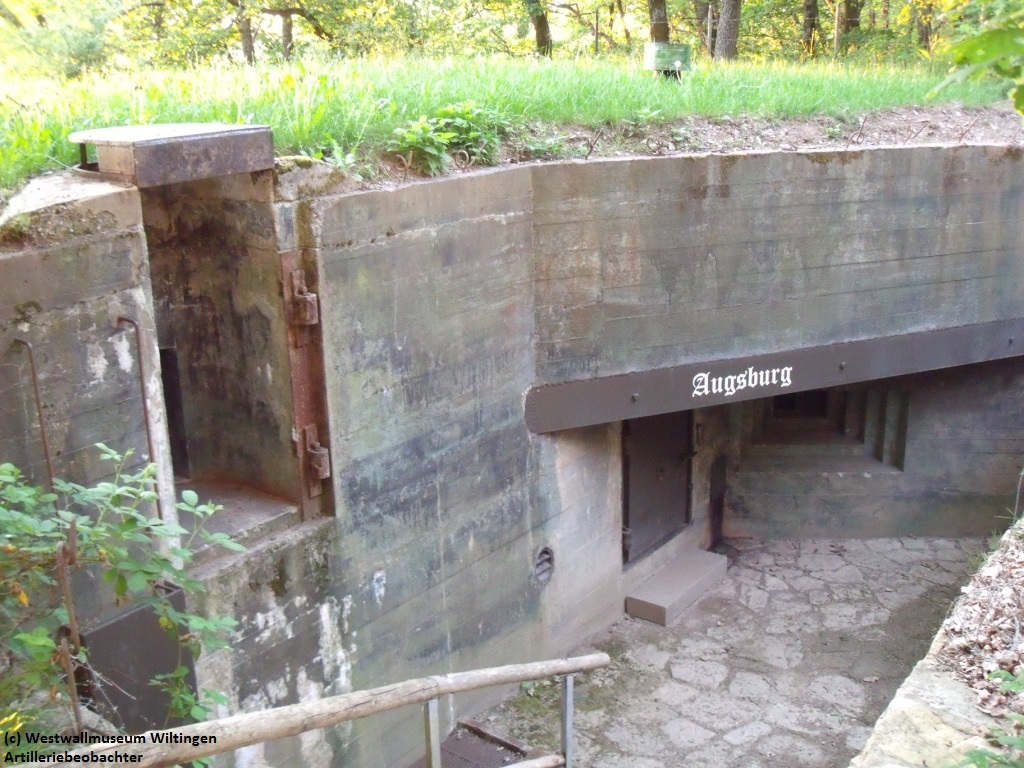
Westwallmuseum Wiltingen, Artilleriebeobachter

Die Westwallmuseen Wiltingen bei Wiltingen/Saar bestehen aus zwei in privater Initiative restaurierten Westwallbunkern: Dem MG-Schartenstand und dem Artilleriebeobachter. Das Gelände liegt in unmittelbarer Nähe zur Saarstrecke sowie zur L 138.

## MG-Schartenstand SK
Das Museum besteht aus einem restaurierten Westwallbunker, einem „Regelbau B1/1 SK 37513“ für fünf bis sechs Mann Besatzung. Aufgrund der steilen Hanglage im Bahndamm über der Saar sind an den Bunker ein Treppenhaus sowie eine Eingangsüberdeckung angebaut worden. Der Bunker diente zusammen mit drei anderen, heute nicht mehr existierenden Anlagen der Sicherung der Saarbrücke Wiltingen,
heute Teil der K 130.

## Artilleriebeobachter
Das Museum besteht aus einem restaurierten Westwallbunker, einem „Regelbau 19“ für sechs Mann Besatzung. Der Bunker hat einen offenen Beobachtungsstand, eine Flankieranlage und einem kombinierten Kampf- und Rechenraum.